# Parc national de Berchtesgaden
Le parc national de Berchtesgaden, créé en 1978, est situé en Bavière, dans le sud de l'Allemagne, à la frontière avec l'Autriche. C'est le seul parc national alpin en Allemagne. Il couvre une superficie de 210 km2 et représente une partie de la « réserve de biosphère du pays de Berchtesgaden », reconnue par l’UNESCO depuis 1990.

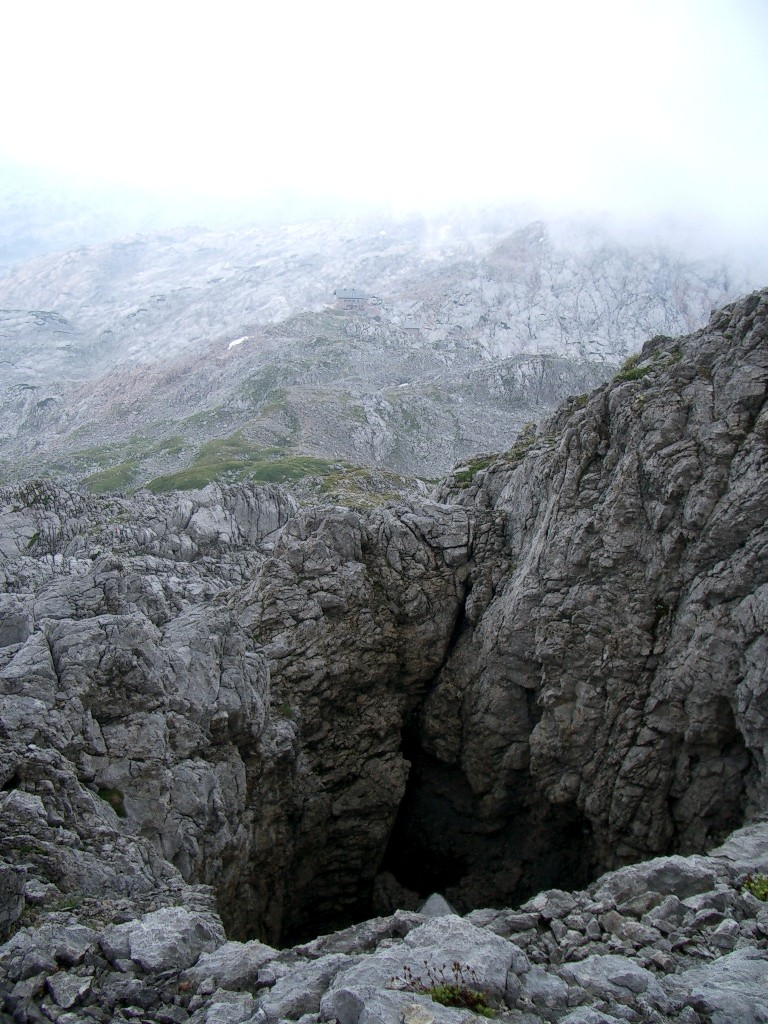
Les formations karstiques dominent une partie des zones montagneuses

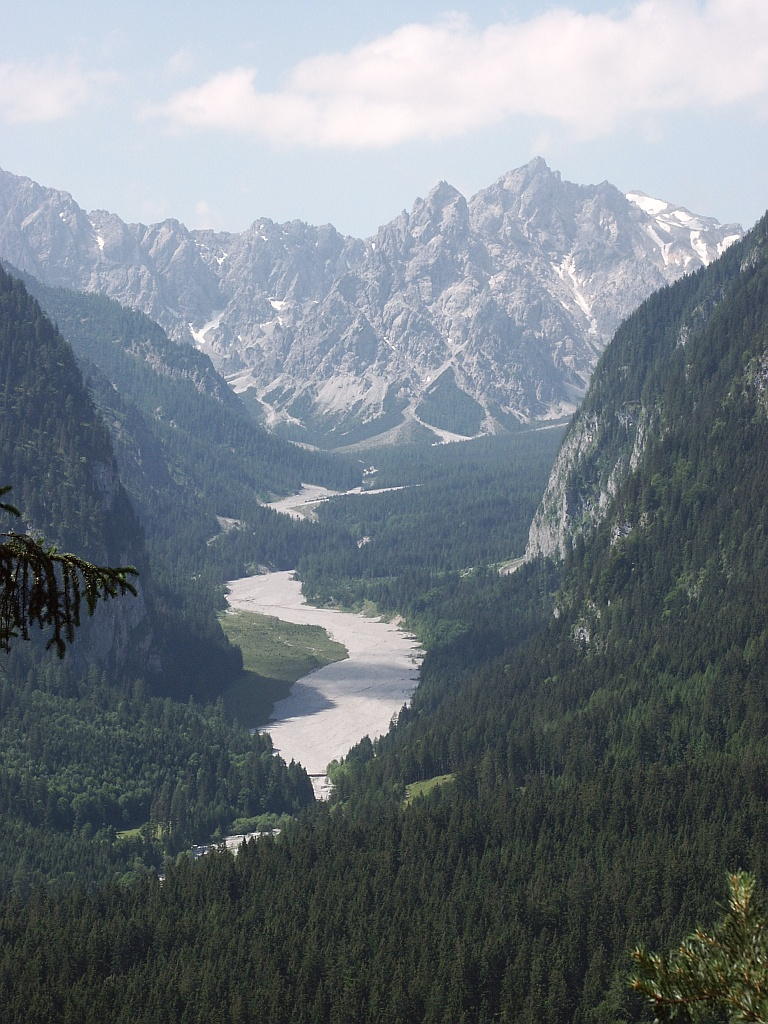
Vue paysagère du parc

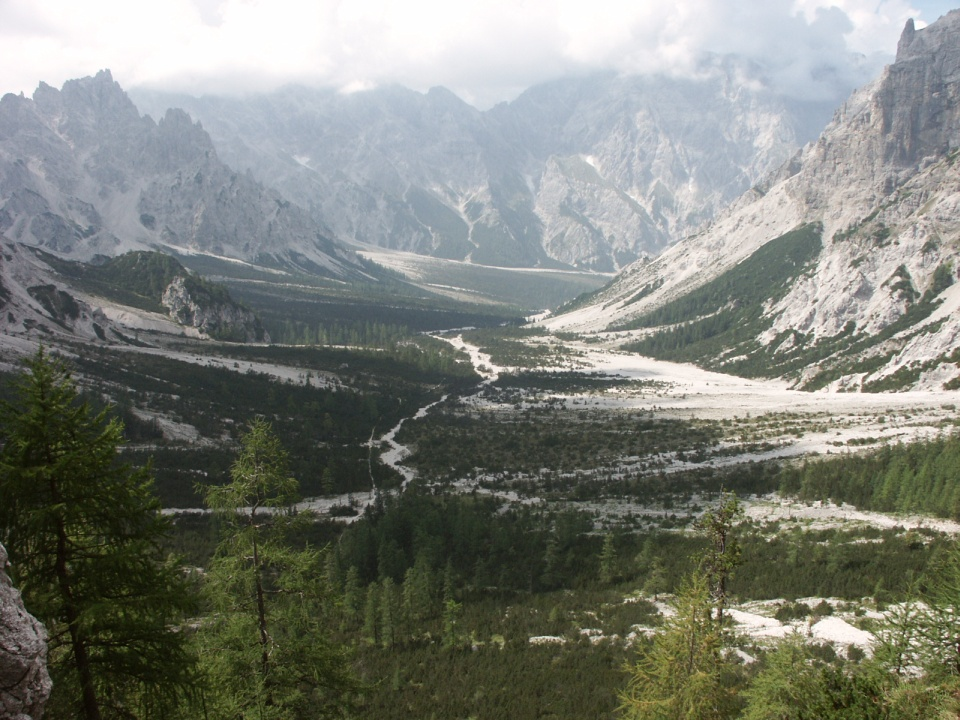
Paysage du parc

## Géographie
Le parc national de Berchtesgaden s’étend sur les municipalités de Ramsau bei Berchtesgaden et Schönau am Königssee ainsi que celle de Berchtesgaden pour une petite portion. Il est bordé à l’est, sud et sud-ouest par la province autrichienne de Salzbourg dans laquelle il est littéralement enclavé. Il appartient au massif des préalpes orientales septentrionales.
Le parc, dont l’altitude est comprise entre 603,3 m (Königssee) et 2713 m (mont Watzmann) d'altitude, est bordé en son nord par le parc alpin de Berchtesgaden. Une aire encore plus vaste forme la réserve de biosphère de Berchtesgaden.

## Histoire du parc national de Berchtesgaden
Pour couper court aux aspirations de la municipalité de Ramsau et de l'Association touristique du pays de Berchtesgaden qui voulaient construire un téléphérique vers le mont Watzmann, les autorités bavaroises ont finalement décidé de mettre en place le parc national de Berchtesgaden (officialisé au 1er août 1978).  Il recouvre le territoire de l'ancienne réserve naturelle du Königssee plus une zone d'expansion d'environ 10 km2), pour une superficie totale de 210 km2). À l’époque, cette mesure avait été vivement critiquée par les communautés environnantes. La condition pour recueillir l'approbation des municipalités locales fut de confier la gestion du parc national au conseil du district de la région de Berchtesgaden. Au fil du temps, ceci a conduit à une meilleure acceptation par la population locale.
Le parc national constitue le noyau (139 km2) et la zone tampon (69 km2) de la réserve de biosphère de Berchtesgaden (467 km2)

## Objectifs du parc national de Berchtesgaden
Sur la base des directives de l'Union internationale pour la conservation de la nature et des Ressources naturelles, le parc national de Berchtesgaden a défini les objectifs suivants : protection de la nature dans son ensemble, recherche, observation scientifique et étude des biocénoses naturelles et semi-naturelles, éducation et aménité pour ses visiteurs.
- L'objectif principal est - avec une approche systémique - de protéger la nature dans son ensemble. Il ne s'agit pas seulement de la protection des plantes, de la fonge et de la faune dans le sens classique du terme, mais bien de protéger les habitats et écosystèmes ;  par principe, dans le parc, toutes les espèces végétales et animales sont strictement protégées. 
Puisqu’on « abandonne » largement la nature à elle-même, les processus tels que l’érosion, les chablis, un ruissellement plus naturel, la régénération naturelle sont également protégés et peuvent reprendre leur libre cours.
- Les aspects paysagers et culturels sont également pris en compte : pour intégrer également les paysages culturels, le parc national est divisé en une « zone centrale » totalement protégée et une « zone tampon », qui peut représenter jusqu'à 25 % de la surface du parc. Grâce à l’établissement de cette zone tampon, des « biotopes culturels » ou certaines espèces déterminantes peuvent ainsi être protégés.
- La recherche scientifique dans le parc national de Berchtesgaden s’oriente d’une part vers la recherche fondamentale, et d’autre part vers la recherche appliquée.
Son objectif est de concourir à comprendre les problèmes environnementaux existants, afin de pouvoir les résoudre ou les éviter. Habituellement, cela consiste en l'étude et l'analyse des écosystèmes. 
Une autre partie importante de la recherche est la surveillance et l'évaluation environnementale à long terme. Ainsi, en Europe Centrale, il n’y a guère que dans les parcs nationaux où l’on peut encore observer des processus naturels peu influencés par l'Homme.
- L'éducation à l'environnement fait partie des moyens par lesquels le parc souhaite transmettre à la population l’esprit du parc national, c’est-à-dire l'importance de la restauration et protection d'une nature vierge. Une attention particulière est portée à l’acceptation du parc par la population locale.

Par ailleurs, l'éducation à l'environnement doit encourager le visiteur à une utilisation durable des ressources naturelles. Enfin, les objectifs du parc national comprennent également la détente et les loisirs pour ses visiteurs.
Ces objectifs sont parfois contradictoires (par exemple, via la construction de chemins pour les visiteurs dans la zone centrale). De plus, la nature en Europe centrale n’est plus originelle (par exemple, les grands carnivores manquants (lion des caverne, tigre à dents de sabre, puis loup, lynx...)  ont longtemps été « remplacés » par les chasseurs humains). Pour ces raisons, un plan d'action et de gestion a été élaboré pour le parc national. Il sert de référence et de guide pour les actions à entreprendre.

## Faune
- Mammifères : les grands mammifères sont représentés dans le parc national par les chevreuils, cerfs, chamois et bouquetins (ce dernier n’ayant été réintroduit que dans les années 1930). Parmi les espèces plus petites, on compte la marmotte alpine, le lièvre variable et le campagnol des neiges;
- Oiseaux : Parmi les cent espèces qui nichent dans le parc, on peut citer l'aigle royal, la chouette de Tengmalm, la chevêchette, le tétras, le tétras lyre, le grand tétras, le lagopède, le grand corbeau, le crave à bec rouge, le Casse-noix moucheté et le Tichodrome échelette.  On peut également apercevoir parfois le Gypaète barbu et le vautour fauve;
- Reptiles et amphibiens : La région abrite seize espèces ;
- Quinze espèces de poissons peuvent être observées dans le parc.
- Invertébrés : La rosalie des Alpes et le papillon Apollon sont des insectes typiques du parc. À l'origine la faune locale incluait également des bisons, lynx, ours bruns, loups et loutres.

Pour certaines de ces espèces, des réintroductions en provenance de zones voisines semblent envisageables, sans toutefois être déjà planifiées. Seul le bouquetin a été, à ce jour, réintroduit.

## Tourisme
Les chemins et sentiers (environ 230 km) sont principalement gérés par l’administration du parc national. Ils offrent une grande variété de circuits différents. Certaines pistes sont partagées avec les cyclistes.
L’administration du parc national propose aussi des visites guidées pour adultes et des visites spéciales pour les enfants. 
Sur le Königssee, des bateaux respectueux de l'environnement (à motorisation électrique) transportent les passagers.
Beaucoup d’anciens sentiers ou layons de chasse ou de passage de bétail ont été volontairement abandonnés par l'administration, afin de restaurer des zones de calme dans la forêt et canaliser les flux de visiteurs. La protection de la nature peut dans ce cas entrer en conflit avec la préservation des biens culturels humains anciens, tels les chemins de transhumance.

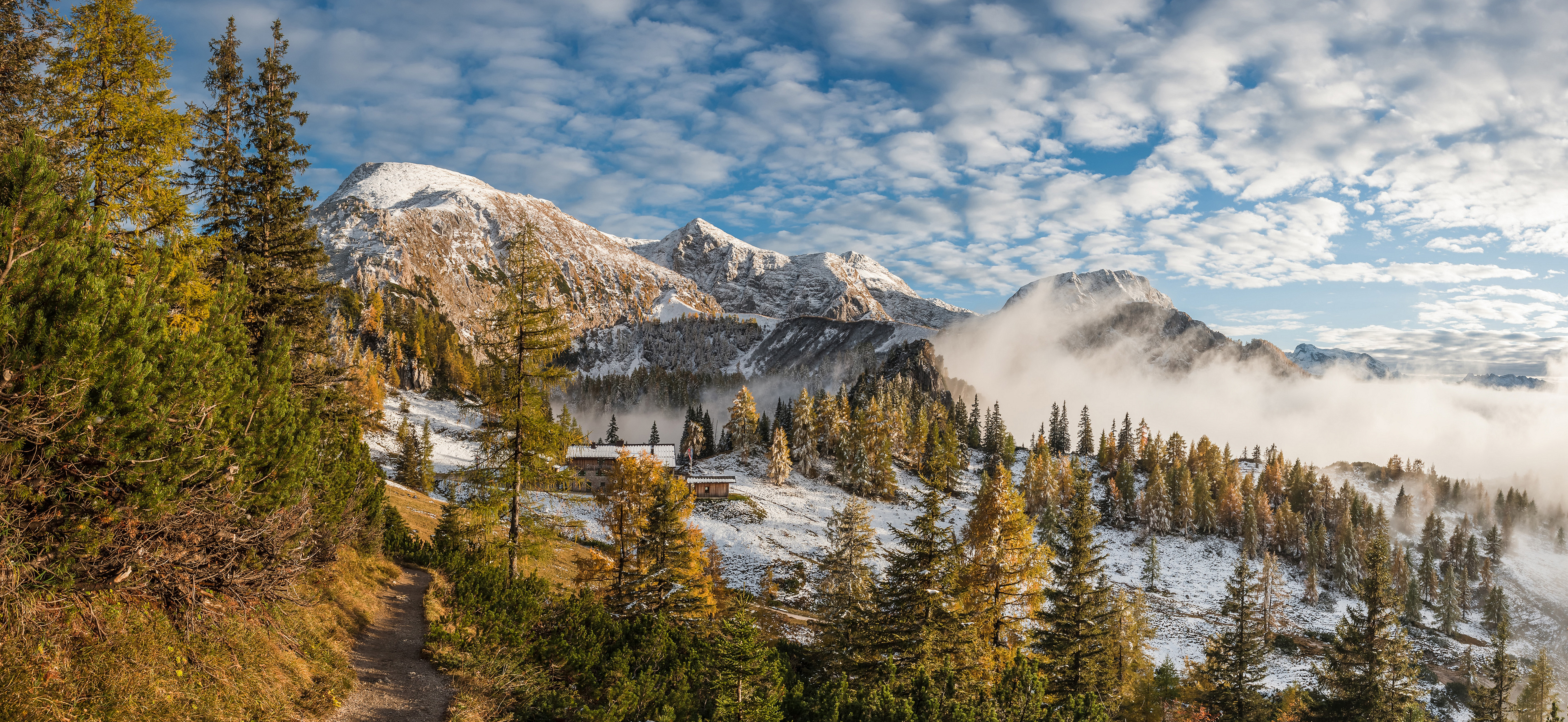
Le Schneibstein avec en bas le refuge Schneibsteinhaus (voir Purtschellerhaus) dans le parc national de Berchtesgaden. Octobre 2015.

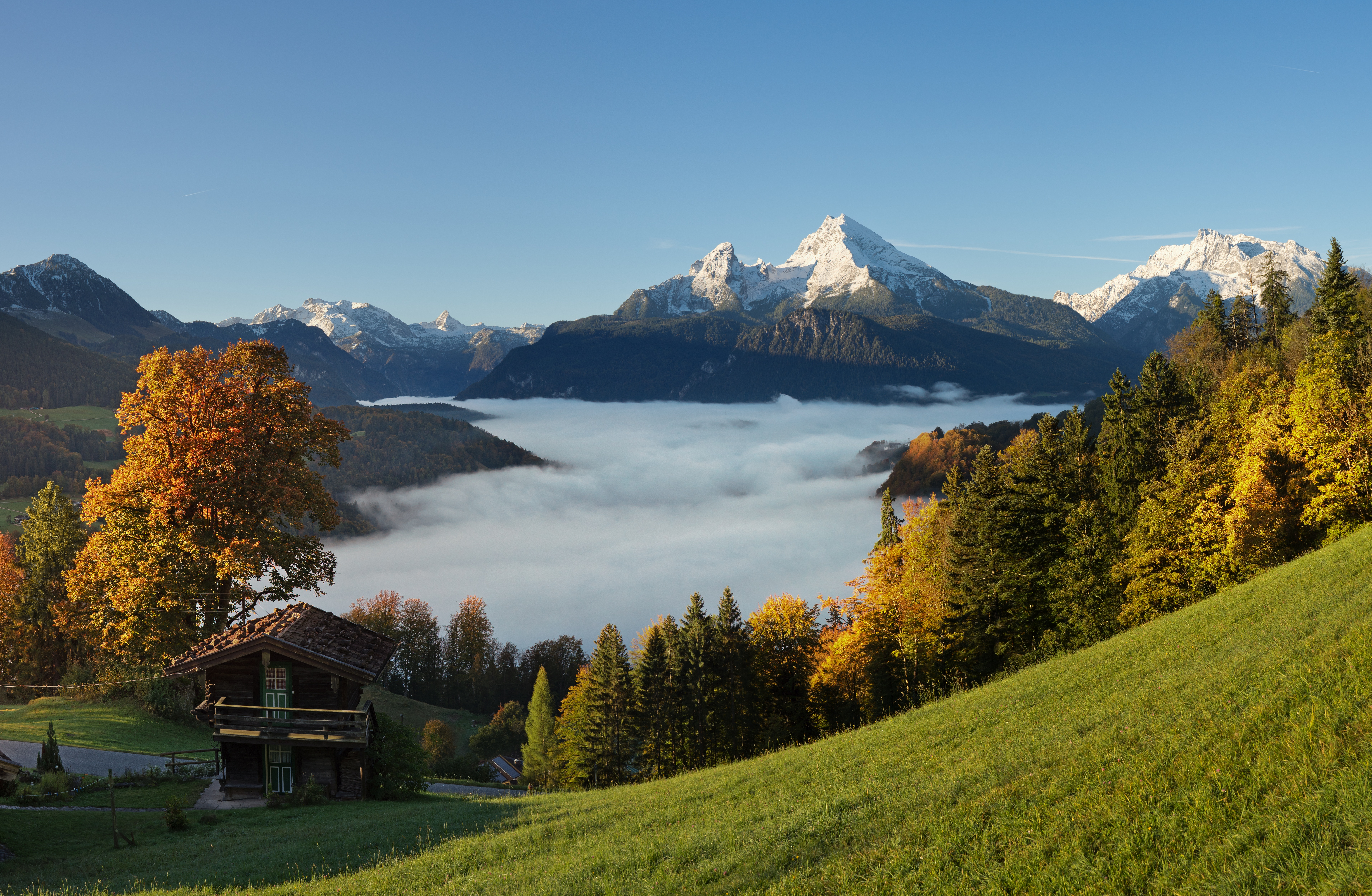
L'automne dans le parc. Derrière le bel arbre roux, on voit dans l'ombre le Jenner (sommet) puis, en longeant l'horizon, au loin, le Funtenseetauern puis le Schönfeldspitze. La montagne qui trône au milieu de l'image est le Watzmann, avec le Hochkalter qui l'accompagne.. Octobre 2021.

La face sud du Reiter Alm, un sommet dans le parc, vue depuis Bindalm. Le premier relief à gauche est le Ameisnockenkopf, puis le Großes Häuselhorn, et la petite pointe juste avant l'élancement de la roche vers le ciel est le Wagendrischelhorn. Au sommet se trouvent le Stadelhorn puis le Reter Alm. La vue du massif se termine à droite par le Grundübelhörner. Octobre 2022.

## Filmographie
- Im Nationalpark Berchtesgaden. Dokumentarfilm, 45 min, Deutschland, 1998, von Ina Knobloch und Manfred Praxl, Produktion: Komplett-Media-GmbH, Grünwald  (ISBN 3-89672-490-8), Kurzbeschreibung des MDR